# Dicranum spadiceum
Dicranum spadiceum (Kastanienbraunes Gabelzahnmoos) ist eine Laubmoos-Art aus der Familie Dicranaceae.

## Merkmale
Die Art bildet dichte, grüne oder gelblich- bis braungrüne Rasen. Die bis 7 Zentimeter großen Pflanzen sind schwach rhizoidfilzig. Die locker anliegenden bis aufrecht abstehenden, ziemlich geraden bis etwas verbogenen Blätter sind aus der eiförmig-lanzettlichen Basis in eine röhrenförmige Pfriemenspitze auslaufend, ganzrandig bis im oberen Drittel schwach gezähnt. Die in der Blattspitze endende oder kurz austretende Rippe nimmt am Blattgrund etwa 1/10 bis 1/6 der Blattbreite ein; im Querschnitt weist sie neben den medianen Deuterzellen zwei Stereidenbänder auf, die Rückseite ist glatt ohne Längslamellen. Blattflügelzellen sind deutlich ausgeprägt. Die Laminazellen sind oben quadratisch bis kurz rechteckig und einzellschichtig, an der Blattbasis länglich rechteckig bis linealisch und getüpfelt.
Sporophyten werden nur selten gebildet.

## Verbreitung und Standortansprüche
Dicranum spadiceum mit arktisch-alpiner Verbreitung kommt in Europa, Asien und Nordamerika vor. Die Vorkommen in Mitteleuropa befinden sich in Gebirgslagen etwa von der Baumgrenze ansteigend bis in die alpine Höhenstufe. Besiedelt werden feuchte Erde, humose Felsen und morsches Holz an lichten Standorten, gerne zum Beispiel in alpinen Weiden. Das Moos ist schwach säureliebend.